# Aloe microstigma
Aloe microstigma là một loài thực vật có hoa trong họ Măng tây. Loài này được Salm-Dyck mô tả khoa học đầu tiên năm 1849.

## Hình ảnh

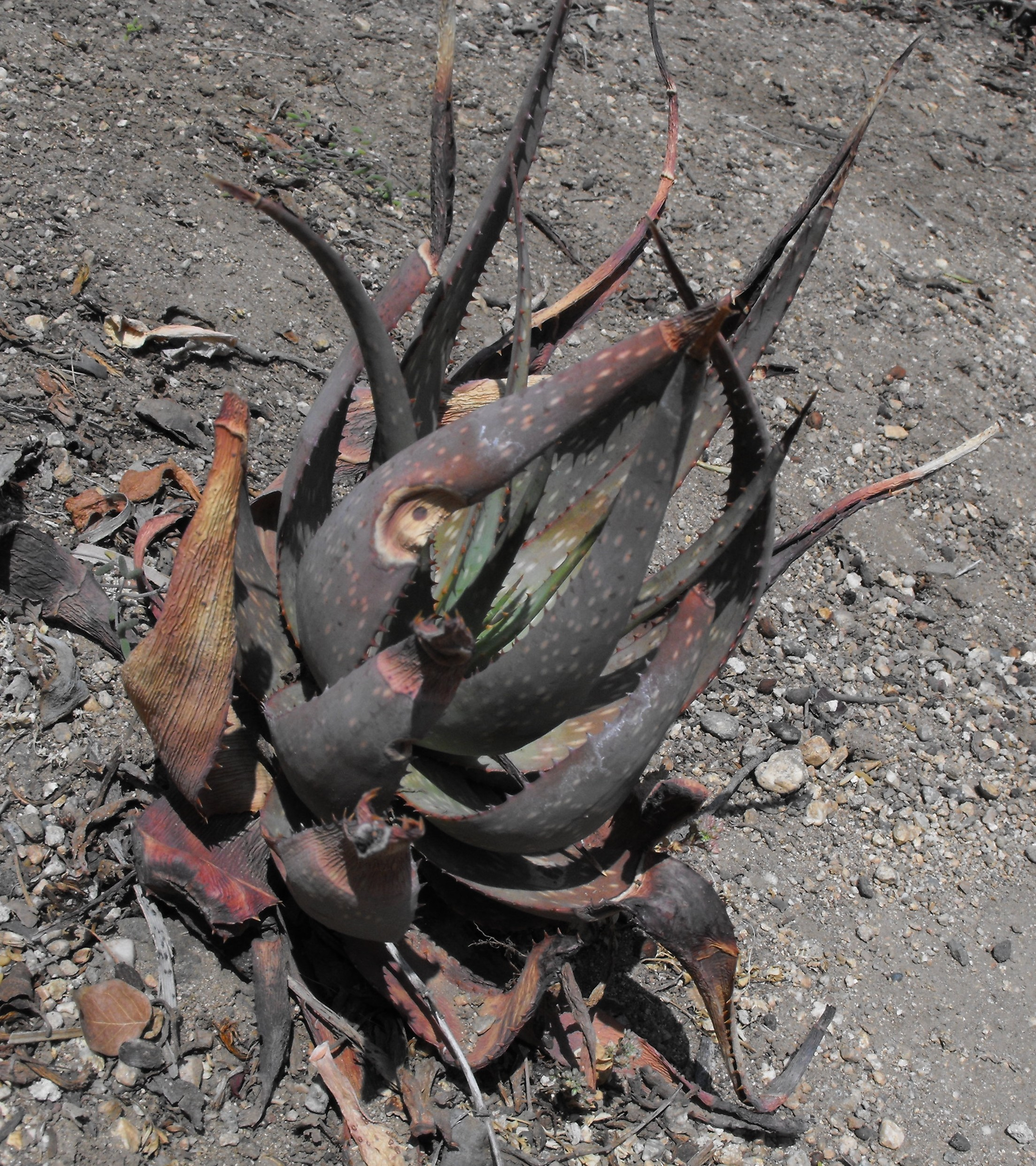
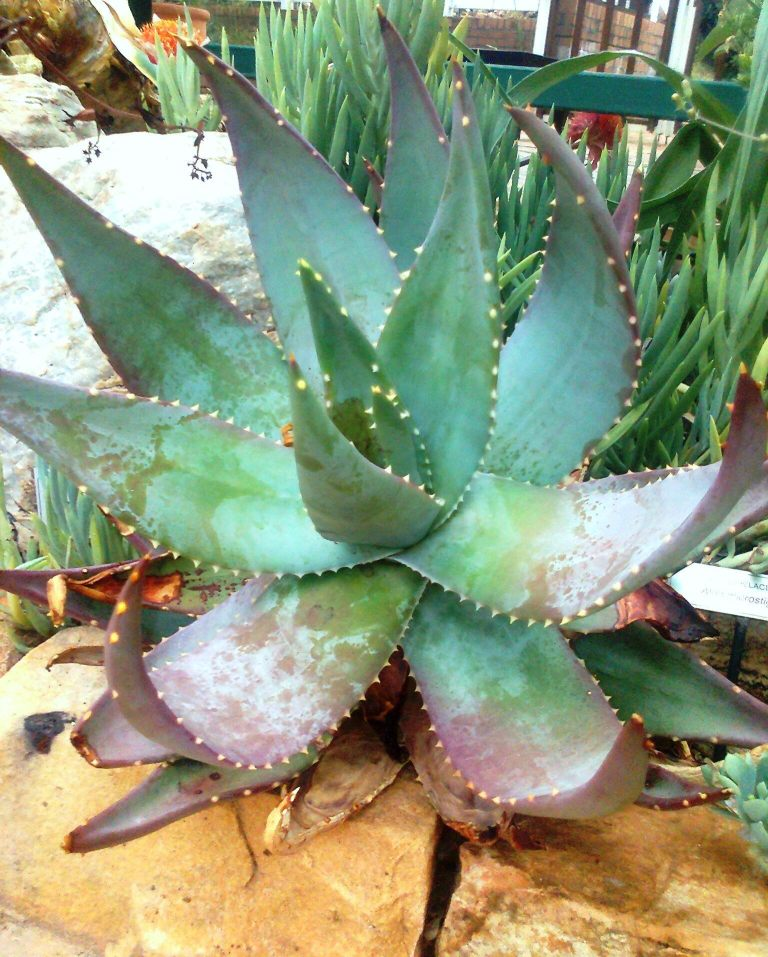